# Habershonia areos
Habershonia areos là một loài bướm đêm trong họ Noctuidae.